# Rinjala Raherinaivo
Rinjala Raherinaivo (ur. 25 maja 1998 w Antananarywie) – madagaskarski piłkarz grający na pozycji prawoskrzydłowego. Od 2021 jest zawodnikiem klubu Fosa Juniors FC.

## Kariera klubowa
Swoją karierę piłkarską Raherinaivo rozpoczął w klubie AS Adema. W 2013 roku zadebiutował w jego barwach w pierwszej lidze madagaskarskiej. W sezonie 2014 wywalczył z nim wicemistrzostwo Madagaskaru. W 2015 roku grał w CNaPS Sport, z którym sięgnął po dublet - mistrzostwo i Puchar Madagaskaru. W latach 2016–2018 był zawodnikiem rezerw FC Sion, a w sezonie 2018/2019 występował w CS Interstar Genève. W sezonie 2019/2020 grał w FC Vakinankaratra, a w 2021 został zawodnikiem Fosa Juniors FC. W sezonie 2022/2023 został z nim mistrzem kraju.

## Kariera reprezentacyjna
W reprezentacji Madagaskaru Raherinaivo zadebiutował 5 czerwca 2016 roku w przegranym 1:6 meczu kwalifikacji do Pucharu Narodów Afryki 2017 z Demokratyczną Republika Konga, rozegranym w Mahajandze.